# 長秀之
長 秀之（おさ ひでゆき）は、日本の元裁判官。東京地方裁判所民事第5部部総括判事、東京家庭裁判所部総括判事を経て、青森地方裁判所所長。慶應義塾大学卒業。

## 経歴
- 1998年4月1日 - 家庭裁判所調査官研修所教官
- 1997年4月1日 - 東京高等裁判所
- 1999年4月1日 - 最高裁判所司法研修所教官
- 2003年7月1日 - 東京高等裁判所
- 2004年7月16日 - 東京地方裁判所部総括判事
- 2011年1月19日 - 青森地方裁判所所長
- 2013年5月2日 - 依願退官、霞ヶ関公証人役場公証人
- 2015年 - 一般財団法人東京公証人協会副会長

## 著書・論文
『民事要件事実講座〈2〉総論2―多様な事件と要件事実』（共編）（青林書院、2005年6月）
| スタブアイコン | サブスタブ | この項目は、まだ閲覧者の調べものの参照としては役立たない、人物に関連した書きかけの項目です。この項目を加筆・訂正などしてくださる協力者を求めています（P:人物伝/PJ:人物伝）。 |